# Geotrigona fulvatra
Geotrigona fulvatra är en biart som beskrevs av Camargo och Jesus Santiago Moure 1996. Geotrigona fulvatra ingår i släktet Geotrigona och familjen långtungebin. Inga underarter finns listade i Catalogue of Life.